# Schusswaffengebrauch

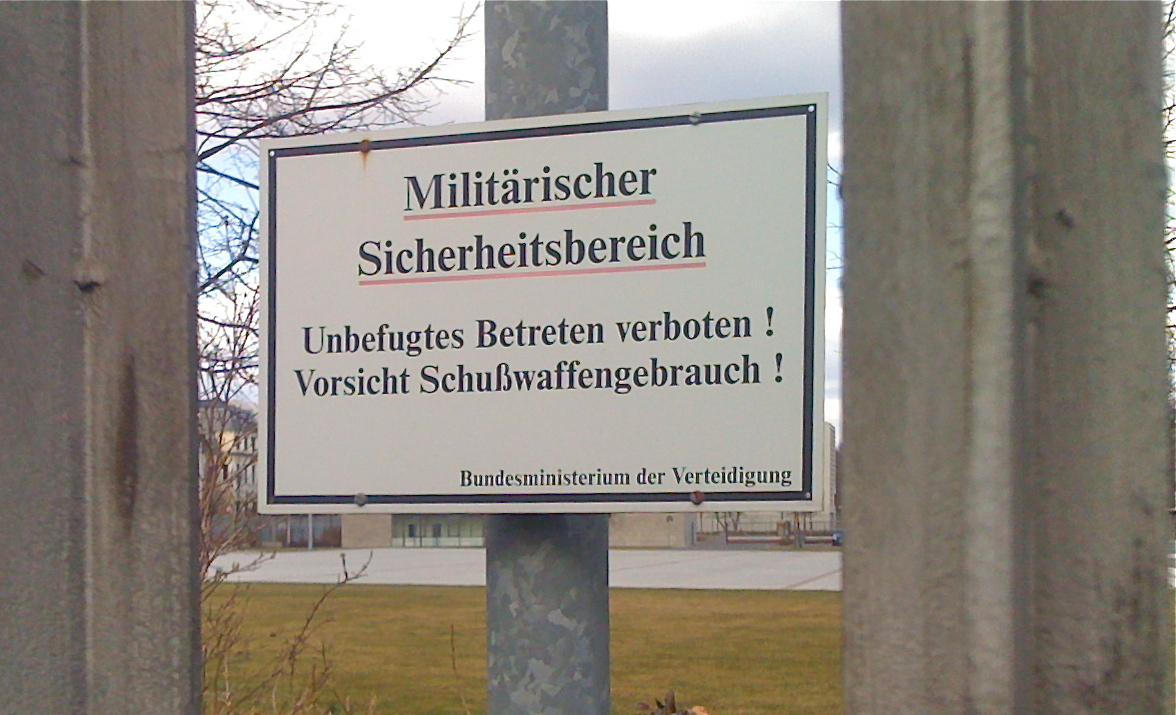
Warnhinweis auf dem Parkplatz des Bundesministeriums der Verteidigung auf dem Zweitdienstsitz im Berliner Bendlerblock

Der Schusswaffengebrauch ist die Schussabgabe aus einer Schusswaffe durch einen Schützen.

## Bedienung
Praktisch dient der Schusswaffengebrauch dem Treffer nach Zielerfassung und ggfs. nach einem Schießbefehl. Hierbei können auch mehrere Schüsse gleichzeitig abgegeben werden, z. B. Doubletten (zwei Schussabgaben in kurzer Abfolge). Bei der Bekämpfung von Zielen muss das Ziel nach einer Schussabgabe noch kurzzeitig anvisiert bleiben, um den Erfolg zu kontrollieren. Je nach Waffe und Situation ist auch ein Feuerstoß möglich. Schusswaffen können aus einer bestimmten Lage heraus bedient werden – die Anschlagsart. Beim Anvisieren eines Zieles ist ein Vorhalt und ggfs. (im Falle eines beweglichen Zieles) ein Nachführen zu berücksichtigen.
Rechtlich kann der Schusswaffengebrauch der Notwehr, der Nothilfe oder dem Vollzug einer hoheitlichen Maßnahme dienen. Grundsätzlich muss die Schussabgabe in diesen Fällen verhältnismäßig und rechtmäßig sein. Die Verhältnismäßigkeitsprüfung entfällt bei der Notwehr, hier muss die Handlung nur erforderlich sein.

## Hoheitlicher Schusswaffengebrauch Deutschland
Der hoheitliche Schusswaffengebrauch wird durch das Waffenrecht und weitere Rechtsnormen geregelt. In Deutschland sind verschiedene Amtsträger befugt, Schusswaffen hoheitlich zu gebrauchen („dienstlicher Schusswaffengebrauch“): Förster im Dienst und in der Ausbildung, Justizvollzugsbeamte, Justizwachtmeister im Dienst und in der Ausbildung, Polizeivollzugsbeamte sowie Zollbeamte im Dienst und in der Ausbildung sowie Soldaten der Bundeswehr in der Ausbildung, im Wachdienst, im Verteidigungsfall oder im Einsatz gemäß der geltenden Einsatzregeln. 
Der Schusswaffengebrauch stellt – außer in der Ausbildung, bei der Jagd und im Schießsport – eine Form des unmittelbaren Zwanges (UZ) dar. Er soll immer das letzte Mittel zur Durchsetzung einer Maßnahme sein, dies gilt auch für die Art des Körpertreffers, z. B. Schüsse auf Beine zur Vereitelung der Flucht. Die legale Schussabgabe gegen Menschen zielt immer auf die Herstellung von Kampf- oder Fluchtunfähigkeit – nur im seltenen Falle eines notwendigen Finalen Rettungsschusses wird hierzu absichtlich ein mit großer Wahrscheinlichkeit tödlicher Schuss abgegeben.

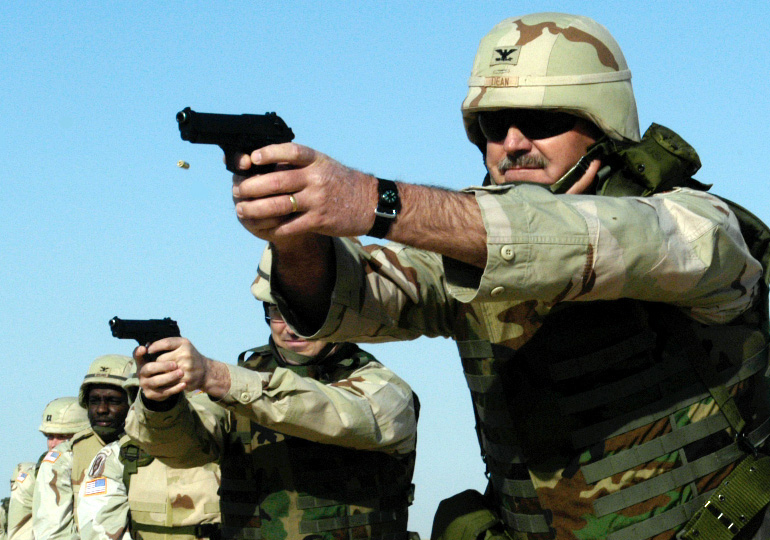
Schusswaffengebrauch bei der United States Army (Beretta 92)

Der Gebrauch der Schusswaffe kann je nach Gesetz und Situation polizeirechtlicher Natur (Gefahrenabwehr) oder auch repressiver Natur (Strafverfolgung) sein. In den meisten Polizeigesetzen der Länder ist ein Schusswaffengebrauch zulässig, wenn die Person eines Verbrechens verdächtig ist. 
 Bei Grenzkontrollen darf ein Beamter, um z. B. einen Verdächtigen zu stoppen, der sich einer Kontrolle entzog, Schüsse auch dann abgeben, wenn eine tödliche Verletzung des Verdächtigen nicht auszuschließen ist.
Schusswaffengebräuche sind, außer bei gegenwärtigen Gefahren, anzudrohen. Die Androhung ergeht in der Regel mündlich oder durch die Abgabe eines Warnschusses, soweit dies zeitlich möglich ist.

### Polizei
Hauptartikel: Waffengebrauch der Polizei in Deutschland
Polizeivollzugsbeamte tragen in vielen Ländern der Welt Feuerwaffen bei sich, um Maßnahmen durchzusetzen oder um Nothilfe oder Notwehr zu leisten. Dies dient ferner auch der Eigensicherung.
Einige der bundeslandspezifischen Polizeigesetze erlauben daneben auch die Schussabgabe zur Gefahrenabwehr, die Anwendung ist jedoch äußerst selten.

### Justiz
In Deutschland dient der Schusswaffengebrauch vor allem dem Verhindern des Entweichens von Gefangenen, der Verhinderung von Meutereien und der gegenwärtigen Abwehr von Gefahr für Leib und Leben (Notwehr). Es kommen folgende Rechtsnormen in Betracht: § 99, § 100 Abs. 1 und 2 und § 178 Abs. 3 Strafvollzugsgesetz (StVollzG) sowie bis 2009 § 8 Abs. 2 des Gesetzes über das gerichtliche Verfahren bei Freiheitsentziehungen (früheres Freiheitsentziehungsgesetz, auch FEVG bzw. FreihEntzG, seit 1. September 2009 FamFG). Im Strafvollzugsrecht gilt die Besonderheit, dass die Justizvollzugsbeamten zwar Bedienstete eines Bundeslandes (Justizverwaltung) sind, jedoch beim Schusswaffengebrauch ein Bundesgesetz (das Strafvollzugsgesetz) anwenden. Beim Vollzug von Jugendarrest, Strafarrest, bei Ordnungs-, Sicherungs-, Zwangs- und Erzwingungshaft ist der Schusswaffengebrauch jedoch zur Vereitlung einer Flucht oder zur Wiederergreifung ausdrücklich ausgeschlossen, § 178 Abs. 3 StVollzG. Dies gilt auch für Gefangene aus dem offenen Vollzug gemäß § 100 Abs. 1 Nr. 3 Satz 2 StVollzG.

### Bundesbehörden
Für Bundesbedienstete gilt das Gesetz über den unmittelbaren Zwang bei Ausübung öffentlicher Gewalt durch Vollzugsbeamte des Bundes (UZwG).
In der deutschen Bundeswehr gilt im Friedensfall speziell das UZwGBw. Im Verteidigungs- oder Bündnisfall gelten die Bestimmungen der Haager Landkriegsordnung sowie die korrekte Anwendung einschlägiger Dienstvorschriften und das Befolgen von Befehlen bzw. Weisungen.

## Ziviler Schusswaffengebrauch

### Jagd und Schießsport
Der zahlenmäßig häufigste Schusswaffengebrauch im zivilen Bereich ergibt sich durch Training, sportliche Wettkämpfe und Jagd ausgeübt von Sportschützen und Jägern. Dies ist geregelt in diversen Gesetzen, unter anderen durch das Waffengesetz, das Bundesjagdgesetz und in weiteren Regelwerken, wie z. B. der Sportordnung des Deutschen Schützenbundes oder BDMP.

### Sonderregelungen
Außer im hoheitlichen Bereich, dürfen unter sehr eng geregelten Voraussetzungen auch Zivilpersonen Schusswaffen in öffentlichen Bereichen führen (schussbereit mit sich tragen).
- Dies betrifft insbesondere Mitarbeiter im Werttransportgewerbe oder etwa des Personenschutzes.

- Darüber hinaus können „gefährdete Personen“ oder „Personen des öffentlichen Lebens“, die den Behörden gegenüber eine besondere Gefährdung nachweisen können, der durch das Führen einer Schusswaffe begegnet werden kann, einen entsprechenden Waffenschein beantragen. Dieser Waffenschein kann jedoch an Bedingungen, z. B. Orte und Zeiten, an denen das Führen der Waffe statthaft ist, gebunden sein.

- Durch das Jagdrecht sind bestätigte Jagdaufseher „Hilfspersonen der Staatsanwaltschaft“. Dies kommt auch dadurch zum Ausdruck, dass (nur) der bestätigte Jagdaufseher einen Dienstausweis der „Unteren Jagdbehörde“ (UJB) erhält. Ist der bestätigte Jagdaufseher darüber hinaus auch noch forstlich ausgebildet oder Berufsjäger, hat er innerhalb seines Dienstbezirkes die Rechte und Pflichten eines Polizeibeamten und ist Ermittlungsperson der Staatsanwaltschaft, § 25 Abs. 2 Satz 1 BJagdG. Als solcher ist er nach dem Legalitätsprinzip aus § 152 Abs. 2 StPO verpflichtet, wegen aller verfolgbaren Straftaten einzuschreiten, sofern für eine Straftat zureichende tatsächliche Anhaltspunkte vorliegen.

Auch für diesen Personenkreis gilt: Rechtlich kann der Schusswaffengebrauch der Notwehr, der Nothilfe oder dem Vollzug einer hoheitlichen Maßnahme dienen. Er muss erforderlich und rechtmäßig sein, im Falle der hoheitlichen Maßnahme zusätzlich verhältnismäßig.

### Geschichte
Bis in das 18. Jahrhundert hinein gehörte häufig der Schusswaffengebrauch in Form von Gewehrschüssen bei Feierlichkeiten, wie sich aus einer Verordnung zur Brandverhütung vom 12. Oktober 1751 im Kurfürstentum Trier ergibt. Mit dieser Verordnung wurde bei Hochzeitsfeiern, Kirchweihfesten und weiteren Anlässen dieses Schießen verboten. Die Strafe für Übertretungen, die auch hier wohl sehr häufig vorkamen, wurde am 23. April 1774 auf zwei Gulden erhöht.

## Probleme
Beim Schießen auf Lebewesen kann der Schusswaffengebrauch ein ethisches Problem darstellen, zudem bedarf es eines Rechtfertigungsgrundes, um nicht wegen eines Tötungsdeliktes (beim Gebrauch gegen Personen) oder nach dem Tierschutzrecht (beim Gebrauch gegen Tiere) verdächtigt zu werden.
Der Einsatz der Schusswaffe gegen Personen kann zu einer posttraumatischen Belastungsstörung führen.
Im Außenverhältnis ist bei Schusswaffengebräuchen die Rolle von Unbeteiligten problematisch, z. B. Querschläger in Räumen oder bewegliche Ziele, die unabsichtlich in das Schussfeld laufen.

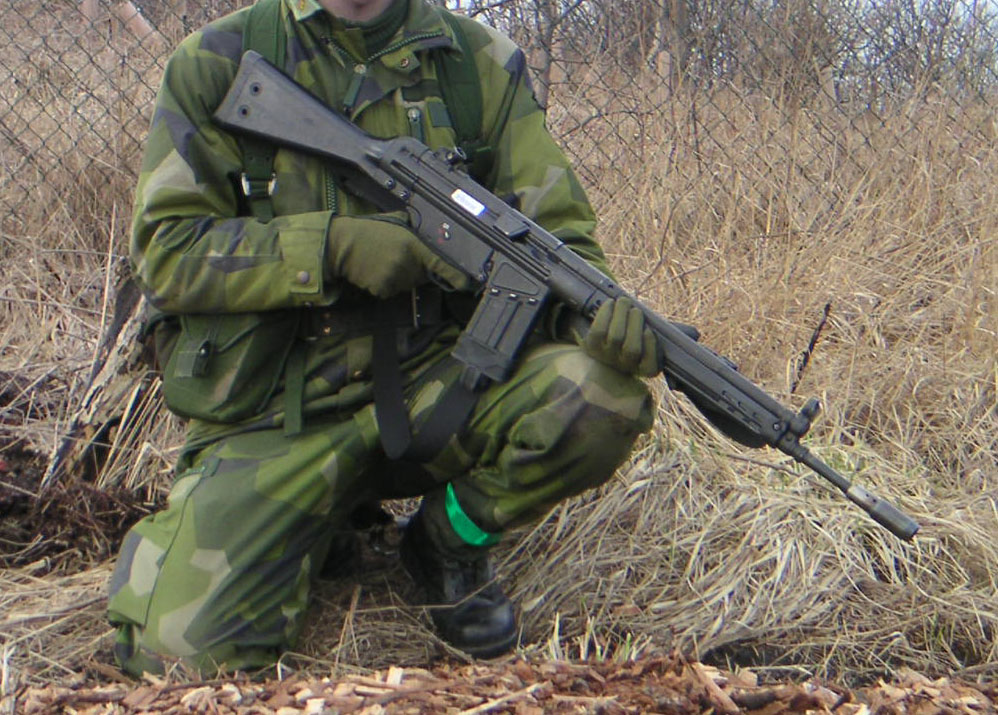
Sichere Handhabung einer Schusswaffe: Die Waffe ist auf den Boden gerichtet und der Finger befindet sich nicht am Abzug.

Die ungewollte (versehentliche) Schussabgabe gründet in einer falschen Handhabung der Waffe (z. B. eine Hand führt eine andere Tätigkeit aus als die waffenführende Hand, so dass gleichzeitig mit der anderen Hand der Abzug/Hahn betätigt wird) und einer falschen Übergabe der Waffen an andere (Ladezustand wird nicht oder falsch angegeben). Schützen mit Amtsträgereigenschaft, die einen ungewollten Schuss abgeben, müssen sich zumindest disziplinär verantworten.